# Dorfkirche Vielitz

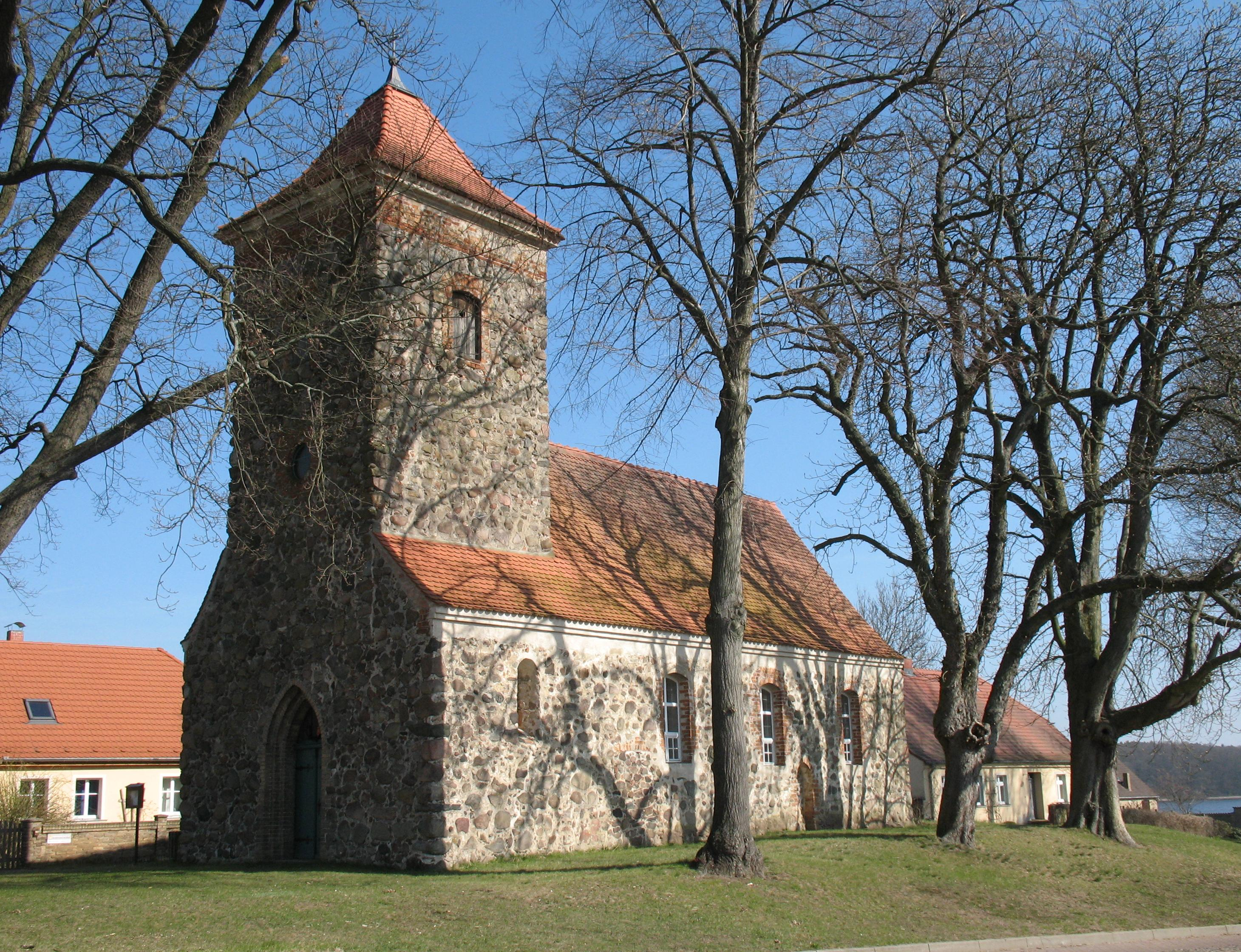
Dorfkirche Vielitz

Die evangelische Dorfkirche Vielitz ist eine gotische Saalkirche im Ortsteil Vielitz von Vielitzsee im Landkreis Ostprignitz-Ruppin in Brandenburg. Sie gehört zur Kirchengemeinde Vielitzsee-Glambeck im Kirchenkreis Oberes Havelland der Evangelischen Kirche Berlin-Brandenburg-schlesische Oberlausitz und ist zu festgelegten Zeiten geöffnet.

## Geschichte
Das spätgotische Kirchenbauwerk steht leicht erhöht auf der Kirchstraße. Von dem durch Skelettfunde nachgewiesenen früheren Kirchhof sind keine Reste mehr erkennbar. Vielitz war ursprünglich eine mit zwei Pfarrhufen ausgestattete Mutterkirche (so 1541); in den Jahren von 1690 bis 1922 war es deutsch-reformierte Tochterkirche von Lindow, seitdem ist es Tochterkirche (Mater vagans) von Seebeck; heute wird es von Dierberg betreut. Es gehörte zur Superintendentur Lindow-Gransee, jetzt zum Kirchenkreis Oberes Havelland. Das Patronatsrecht hatte das Nonnenkloster Lindow, seit 1541 der Landesherr oder der Fiskus (Amt Lindow, von 1764 bis 1872 das Amt Alt Ruppin).

## Architektur
Die Vielitzer Kirche ist ein wahrscheinlich im 15. Jahrhundert entstandener, kleiner Rechtecksaal mit ins Schiffsdach eingebundenem massivem Westturm (ca. 18,2 × 8 m). Ihr sehr unregelmäßiges Mischmauerwerk aus gespaltenen, relativ kleinen Findlingen und Ziegelbruch (kaum Schichten erkennbar) war durch Putz vereinheitlicht und durch ein erhabenes, hell gefärbtes Fugennetz strukturiert, von dem Reste im Süden, Osten und Norden erhalten sind. Größere Feldsteine markieren die Gebäudeecken. Nur der blendengeschmückte Ostgiebel und die Laibungen der meisten Öffnungen wurden aus Backsteinen (ca. 28,5–29 × 13 × 9 cm) gemauert. Noch 1914 war unter der Traufe ein 50 cm breiter weißer Friesstreifen erkennbar. Hauptschmuck des Bauwerks ist der Ostgiebel. Fünf gestaffelte Blenden überfangen je zwei schmale Blenden mit ursprünglich abgetrepptem Abschluss (beim mittleren Blendenpaar erhalten); sonst wurden die Abschlüsse bei Errichtung des barocken Dachs verändert. Wie Spuren im Mauerwerk zeigen, reichten die großen Blenden ursprünglich weiter nach oben; sie endeten nicht in gedrückten Rundbögen, sondern in Spitzbögen und überragten als Staffelgiebel die Dachflächen (ähnlich wie bei der Kirche in Dechtow). Auch die Flachbogenöffnung im mittleren Blendenpaar wurde später eingebrochen. Von den mittelalterlichen Öffnungen blieben je ein schmales Spitzbogenfenster im Westen der Längsseiten (Turmbereich), die beiden Ostfenster sowie die spitzbogige Priesterpforte im Osten der Südseite (mit Näpfchen auf einigen Backsteinen) erhalten. Auf das eigentliche Südportal weiter westlich weisen Unregelmäßigkeiten im Mauerwerk hin (der gerade Sturz ist neuzeitlich). Die übrigen Fenster müssen an Stelle der barocken gelegen haben. Erkennbar sind Reste der rechten Backsteinlaibung des östlichen Fensters der Südseite.
Der Westteil der Kirche ist durch starke Mauern als querrechteckiger Turmunterbau vom Schiff abgetrennt. Das Kreuzgewölbe des Mittelteils wurde offenbar um 1864 beim Einbau einer neuen Treppe herausgebrochen; erhalten blieben die Tonnenwölbungen der schmaleren Seitenteile der Turmhalle, in deren Stirnseiten sich jeweils mehrere kleine Nischen befinden. Der quadratische Turmschaft zeigte große, spitzbogige Schallöffnungen, die im 18. Jahrhundert zu kleineren korbbogigen Öffnungen reduziert wurden.
Im ersten Turmobergeschoss führt eine spitzbogige Tür zum Dachboden des Schiffs. Sie war durch Verschlussbalken (deren Kanäle erhalten sind) von der Turmseite aus zu verriegeln.
Die Flachbogenfenster mit Ziegellaibungen, je drei auf der Nord- und Südseite des Schiffs, werden mit Veränderungen 1734 in Verbindung gebracht; ihre Putzfaschen sind nur noch teilweise vorhanden. Spätestens zu jener Zeit entstand vermutlich auch das Dachwerk des Schiffs. Es zeigt eine liegende Dachstuhlkonstruktion mit in deutlichem Abstand von den Kehlbalken versetzten Spannriegeln und angeblatteten Kopfbändern.
Zwischen den weit auseinander stehenden, auf Gehrung versetzten Sparren erfolgt durch Windverbände (mit Kreuzstrebe in der Mitte) die Längsaussteifung. Auf dem Dachboden lagern verschiedene alte Dachziegel, darunter ein Biberschwanzziegel von 1790 (inschriftlich) und Feierabendziegel (mit Sonnenmotiven) sowie ein altes Glockenjoch. Zur barocken Erneuerung der Kirche gehört auch der Turmabschluss mit profilierter Traufe und leicht geschwungenem Pyramidendach. Der Turmschaft wurde durch einige Lagen Ziegelmauerwerk erhöht. Das Kircheninnere wurde neu ausgestattet und erhielt eine flache Putzdecke mit profiliertem Holzgesims.
Ergänzungen des 19. Jahrhunderts (wohl um 1864) sind das steilspitzbogige Westportal mit abgestufter Ziegellaibung, die Turmtreppe und der jetzige Emporenzugang (dazu wurde der Scheitel des alten Bogens auf der Ostseite der Turmhalle durchbrochen). Die neuen Türen erhielten aufwändige Beschläge.
Weitere Instandsetzungsarbeiten erfolgten von 1912 bis 1913. Um 1959 wurde unter der Empore ein Gemeinderaum (Winterkirche) abgetrennt, 1968 das Kircheninnere renoviert, 1997 die Dächer erneuert.

## Ausstattung
Der Altar und die Kanzel gehören dem 18. Jahrhundert an. Hinter dem gemauerten Altar mit hölzerner, profilierter Deckplatte ist an der Ostwand die Kanzel angebracht. Die Wandungen des polygonalen Korbes sind durch Zierfelder belebt; der Schalldeckel mit einem flachen, kuppelartigen Abschluss. Die Taufe besteht aus einem hölzernen Taufständer mit einfacher Messing-Taufschale.
Die Orgel wurde 1788/89 vom Berliner Orgelbauer Ernst Marx erbaut; der Anstrich und die Vergoldung erfolgten 1797 durch Tischlermeister Schmargow. Reparaturen wurden 1835 und 1841 von Johann Friedrich Turley aus Treuenbrietzen durchgeführt, weiter 1891 von Albert Hollenbach aus Neuruppin sowie 1983 durch Ulrich Fahlberg. Die Orgel hat einen dreiteiligen, in die Empore eingebundenen, vorschwingenden Prospekt mit erhöhtem Mittelteil, der mit Schnitzwerk in barocken und frühklassizistischen Formen verziert ist, unter anderem Urnen auf den seitlichen Abschlussgesimsen. Das Werk hat heute sechs Register auf einem Manual und Pedal.
Die Westempore des 18. Jahrhunderts ist dreiseitig auf eckigen Holzstützen gebaut, die Brüstung durch Zierfelder belebt. Die Längsseiten (Verlängerung nach Osten) wurden nach Planung von 1864 ausgeführt in Anpassung an den alten Bestand und unter Verwendung von alten Teilen; die ebenfalls vorgesehene Zurücksetzung der Orgel unterblieb.
Der Predigerstuhl des 18. Jahrhunderts ist an die Kanzelstiege angeschlossen. Die Brüstung des geschlossenen Kastengestühls ist mit Zierfeldern besetzt; ein ähnliches Gestühl auf der Südseite bildete vermutlich den Patronatssitz.
Das Gemeindegestühl des 18. Jahrhunderts ist ein zum Mittelgang offenes Kastengestühl, die Brüstung ist mit Zierfeldern, die Türen sind mit Beschlägen versehen. Eine hölzerne Gedenktafel erinnert an die Gefallenen des Ersten Weltkriegs, sie befindet sich in der Vorhalle. Eine spätmittelalterliche Bronzeglocke ist mit der Inschrift „o rex glorie...“ versehen.

## Würdigung
Die Vielitzer Kirche ist ein charakteristisches Beispiel für einen kleinen spätgotischen Kirchenbau (vergleiche die geräumige Herzberger Kirche), ausgezeichnet durch den östlichen Blendengiebel und den massiven Westturm. Dieser ist auf eine für die Entstehungszeit typische Art ins Schiffsdach eingebunden. Das Innere wird wesentlich von der gut erhaltenen Ausstattung des 18. Jahrhunderts geprägt. Eine Besonderheit ist die Marx-Orgel mit ihrem geschmückten Prospekt, eines der wenigen historischen Orgelwerke in Ostprignitz-Ruppin.